# Michael Stutz
Michael Stutz (* 1961) ist ein deutscher Schauspieler.

## Leben
Michael Stutz war von Mitte der 1980er-Jahre bis kurz nach der Jahrtausendwende als Schauspieler vor der Kamera tätig und wirkte in dieser Zeit in mehreren Filmen und Fernsehserien mit.
Einem breiten Publikum bekannt wurde Stutz vor allem durch seine Rolle als Benno Trotzki in der Serie Die Trotzkis. Dort spielte er neben Heinz Rennhack eine der Hauptrollen. Die Serie wurde allerdings nach einer Laufzeit von nur drei Monaten mit insgesamt 13 Folgen wieder abgesetzt.
Seit 2004 ist Michael Stutz nicht mehr als Schauspieler tätig. Über seinen weiteren Werdegang sind keine Informationen veröffentlicht worden.

## Filmografie
- 1985: Drei gegen Drei
- 1992: Kinderspiele
- 1993: Wolffs Revier (Fernsehserie, 1 Folge)
- 1993–1994: Die Trotzkis (Fernsehserie, 13 Folgen)
- 1997: Röpers letzter Tag
- 1998: Familie Heinz Becker (Fernsehserie, 1 Folge)
- 1999: Operation Phoenix – Jäger zwischen den Welten (Fernsehserie, 1 Folge)
- 2003: Der Bulle von Tölz: Berliner Luft (TV-Reihe)